# Funmilayo Ransome-Kuti
Pour les articles homonymes, voir Ransome et Kuti.
Funmilayo Ransome-Kuti, née Frances Abigail Olufunmilayo Thomas le 25 octobre 1900 à Abeokuta (Nigeria) et morte le 13 avril 1978 à Lagos (Nigeria), est une enseignante et femme politique nigériane, militante des droits des femmes. Elle fut l'une des leaders de sa génération.

## Biographie

### Jeunesse
Frances Abigail Olufunmilayo Thomas naît le 25 octobre 1900 à Abeokuta, au Nigéria. Elle appartient à la tribu Egba, de l'ethnie Yoruba. Elle est la fille de Daniel Olumeyuwa Thomas (1869-1954), membre de la famille aristocrate Jibolu-Taiwo, et de Lucretia Phyllis Omoyeni Adeosolu (1874-1956). Son père est cultivateur de palme et en vend les produits, sa mère est couturière. Du côté de son père, Frances est une descendante de Sarah Taiwo, une femme Yoruba capturée par des trafiquants d'esclaves au début du XIXe siècle avant de finalement retrouver sa famille à Abeokuta. 
Alors qu'à l'époque les familles nigérianes se préoccupent peu de l'éducation des filles, les parents de Frances considèrent que l'instruction est importante pour les garçons comme pour les filles. Elle effectue sa scolarité à l'Abeokuta Grammar School (en). Réservée au départ aux garçons, cette école accueille ses premières élèves en 1914 et Frances fait partie des six premières jeunes filles inscrites cette année-là,. De 1919 à 1922, elle termine ses études en Angleterre dans une école où elle apprend, entre autres, l'élocution, la musique, la couture et le français. C'est à cette époque qu'elle prend la décision de préférer son prénom yoruba raccourci, Funmilayo, plutôt que Frances – son prénom chrétien –, probablement en réaction à des remarques racistes. À son retour au Nigéria, elle devient enseignante. Dans le même temps, en 1923, elle fonde l’Abeokuta Ladies Club, un club destiné à apprendre les travaux manuels aux femmes et à prodiguer des actions de charité. Progressivement, le club perd son côté élitiste et élargit son recrutement à l'ensemble des classes sociales ; il étend ses activités à l'alphabétisation, qui devient son fer de lance.   
Le 20 janvier 1925, elle épouse le révérend Israel Oludotun Ransome-Kuti, un membre de la famille Ransome-Kuti (en). Israël est également un ancien élève de l'Abeokuta Grammar School, de quelques années son aîné, et ils se rencontrent alors que Funmilayo est encore sur les bancs de l'école. Défenseur des droits de ses concitoyens, il est l'un des fondateurs de l'Union nigériane des enseignants et de l'Union nigériane des étudiants. Le couple se démarque, à l'époque, par l'égalité entre les époux dans un Nigéria où c'est l'homme qui détient le pouvoir.

### Militantisme
Avec Elizabeth Adekogbe, elle assure avec dynamisme la direction du mouvement pour les droits des femmes dans les années 1950. Elle fonde l'Union des femmes d'Abeokuta, dont le registre d'inscription finit par compter plus de 20 000 membres, et qui rassemble des femmes aussi bien lettrées qu'analphabètes. Elle s'allie avec Margaret Ekpo, une militante de l'Est du pays, au sein de l'Union des femmes nigérianes, dont elles sont respectivement présidente et secrétaire.

#### Droits des femmes
Funmilayo Ransome-Kuti fait connaître l'organisation au public lorsqu'elle fait s'unir les femmes contre le contrôle des prix qui frappait durement les marchandes des marchés d'Abeokuta. Le commerce était l'une des activités principales des femmes du Nigéria occidental (en) à cette époque. En 1949, elle conduit l'opposition contre les Natives Authorities, plus précisément contre l'Alake d'Egba (en). Elle présente des documents dénonçant les abus d'autorité de l'Alake, à qui avait été accordé le droit de collecter les impôts par son suzerain colonial, le gouvernement du Royaume-Uni. L'Alake renonça par la suite, pour un temps, à sa couronne en raison du scandale. Elle supervise également, avec succès, l'abolition des taux d'imposition séparés pour les femmes ; comme elles n'avaient pas le droit de vote, elle lance le mot d'ordre : 

« Pas de taxation sans représentation. »

 La même année, elle rallie à sa cause Margaret Ekpo pour dénoncer, au nom de l'Union des femmes nigérianes, la répression sanglante d'un mouvement de revendications de mineurs. En 1953, elle est la fondatrice de la Federation of Nigerian Women Societies (FNWO), qui forme par la suite une alliance avec la Fédération démocratique internationale des femmes (FDIF), dont Funmilayo Ransome-Kuti devient la vice-présidente.
Fondée avec Elizabeth Adekogbe et Margaret Ekpo, le National Council of Women's Societies (en), auquel la FNWO appartient, ambitionne de devenir le « Parlement des femmes du Nigeria » et de rassembler toutes les organisations de femmes du pays, militant pour l'obtention du droit de vote pour toutes les Nigérianes.
Funmilayo Ransome-Kuti fait campagne pour le vote des femmes. Elle est membre pendant de longues années de la direction d'un parti, le Conseil national du Nigeria et du Cameroun (National Council of Nigeria and the Cameroons ou NCCN en anglais), mais en est expulsée après sa défaite lors d'une élection parlementaire fédérale en 1951. Au NCCN, elle était trésorière et ensuite présidente de l'Association des femmes du NCCN occidental. Après sa mise à l'écart, son poids politique diminue en raison des orientations de la politique nationale, tout comme celui des deux membres les plus puissants de l'opposition qui l'avait soutenue, Obafemi Awolowo et Adegbenro. Cependant, elle ne met jamais vraiment fin à son engagement militant. Dans les années 1950, elle est l'une de rares femmes à être élue à la Maison des Chefs ; à cette époque, c'était l'un des corps politiques les plus influents de son pays.
Elle est la fondatrice de l'Union des femmes d'Abeokuta (ou Union des femmes Egba) avec Eniola Soyinka (sa belle-sœur et la mère du prix Nobel Wole Soyinka). Selon certaines sources, cette association aurait compté à un moment jusqu'à 20 000 femmes membres. Entre autres activités, Funmilayo Ransome-Kuti organise des ateliers pour les femmes analphabètes des marchés. Elle poursuit également ses campagnes contre les impôts et le contrôle des prix.

#### Interdiction de voyager

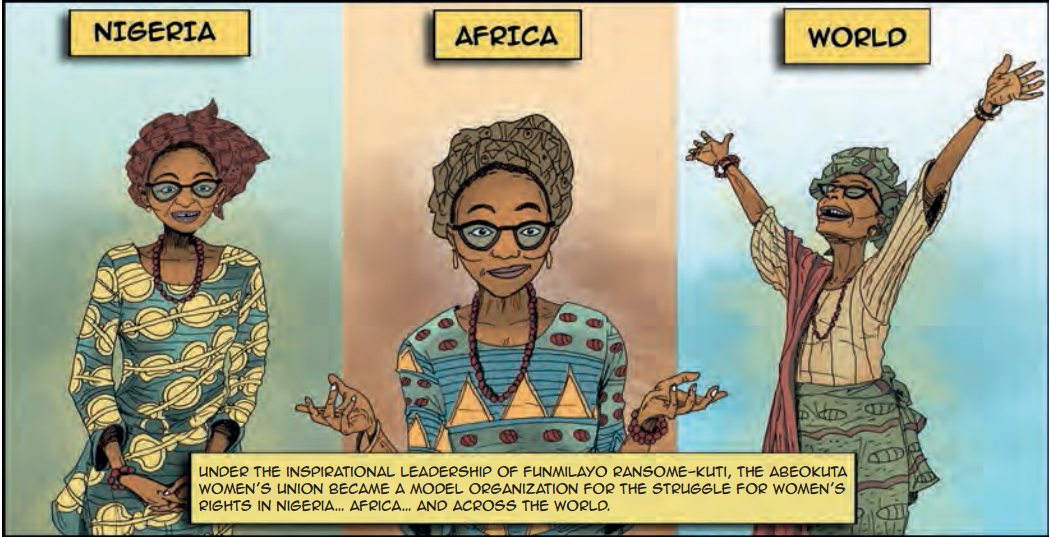
La lutte pour les droits des femmes au Nigeria : sous l'impulsion de Funmilayo Ransome-Kuti, les femmes d'Abeokuta s'organisent.
Visuel de l'UNESCO (2014).

Pendant la guerre froide, et avant l'indépendance de son pays en 1960, Funmilayo Kuti a beaucoup voyagé et a irrité le gouvernement nigérian, aussi bien que les gouvernements britanniques et américains, en raison de ses contacts avec le bloc de l'Est. Elle voyage ainsi en URSS, en Hongrie ainsi qu'en Chine, où elle rencontre Mao Zedong. En 1958, son passeport n'est pas renouvelé par le gouvernement ; la raison invoquée était : « On peut supposer qu'il est de son intention d'influencer [...] les femmes avec des idées et des politiques communistes. » Elle essuie également un refus de visa pour les États-Unis, le gouvernement américain alléguant qu'elle est communiste.
Avant l'indépendance, elle fonde le Commoners People's Party, dans l'objectif de contrer le NCNC au pouvoir, et de lui interdire la victoire dans sa région. Elle reçoit 4 665 votes contre 9 755 pour le NCCN, permettant ainsi au groupe d'opposition de l'emporter, avec 10 443 voix. 
Elle est l'une des délégués qui négocient l'indépendance du Nigeria avec le gouvernement britannique.
Elle est aussi connue comme la première femme conductrice de voiture au Nigeria.

### Mort
Elle est défenestrée en 1978 lors de l'assaut militaire de la « République de Kalakuta », en représailles à la chanson Zombie de son fils Fela Kuti. Gravement blessée, elle meurt à l'hôpital. Son fils publie en 1981 l'album Coffin for Head of State en son hommage.

### Postérité
En 2019, la maison où vivait la famille Ramsome-Kuti, a été réaménagée en musée.